# Kollm
Kollm (górnołuż. Chołm, pol. Chełm) – miejscowość położona w gminie Quitzdorf am See, której jest stolicą, w powiecie Görlitz we wschodniej Saksonii w Niemczech. Znajduje się nad tamą Quitzdorf am See. Do 31 sierpnia 2008 miejscowość znajdowała się w powiecie Niederschlesischer Oberlausitzkreis.

## Historia
Wieś wzmiankowana w 1346 jako "dorffe zu Kollme".